# Pabellón Olímpico del Ateneo Agrícola
El Pabellón Olímpico del Ateneo Agrícola (en catalán: Pavelló Olímpic de l'Ateneu Agrícola) es una pista de hockey sobre patines situada en el municipio de San Sadurní de Noya. Está situado más bien en las afueras de la villa, en la calle Josep Rovira, 14. Es donde juega el CE Noia, uno de los equipos fundadores de la OK Liga. El pabellón mide 40 metros de largo y 20 de ancho y caben 1.500 espectadores. Fue inaugurado en 1980.
En 1981, gracias al esfuerzo de los socios y con la colaboración del ayuntamiento de la localidad, se inauguró el Pabellón del Ateneo después de que el Noia Freixenet hubiera estado jugando en una pista descubierta desde su fundación. Éste recibió el calificativo de Olímpico  en 1992, cuando fue sub-sede de los Juegos de Barcelona, acogiendo la fase preliminar de la competición de hockey patines.
Durante los más de 60 años de historia del CE Noia, aparte del hockey patines se han practicado otras disciplinas deportivas en el Ateneo , como el Fútbol, el Baloncesto y el Fútbol Sala.

## Eventos destacados
- 1984: Campeonato de Europa Júnior de Selecciones
- 1992: Subsede Juegos Olímpicos de Barcelona
- 2001: Fase Final Copa del Rey (Campeón: Blanes)
- 2008: Fase Final Copa de la Reina (Campeón: Voltregà)
- 2009: 9ª Fiesta Torneo Joan Petit
- 2010: Copa Continental (Reus 4-1 Mataró)
- 2011: Supercopa de España (FC Barcelona 5-1 Reus)
- 2014: Copa del Tricentenario (Muchacha, Cataluña, Francia y Suiza)
- 2015: I Copa Capital del Cava (Chica, Comb. CdC, España y Chile)
- 2015: Final 4 Liga Catalana (FC Barcelona, Vendrell, Igualada y Voltregà)
- 2017: VIII Copa Generalitat (Campeón Mas.: HP Tona. Campeón Fem.: Girona HC)
- 2023: LV Campeonato europeo de hockey sobre patines masculino

## Enlaces y referencias
- Viquipèdia

- Datos: Q4886147